# Tycherus impiger
Tycherus impiger là một loài tò vò trong họ Ichneumonidae.